# Andreas Schmidt
Andreas Schmidt (n. 24 mai 1912, Mănărade, Comitatul Alba de Jos, Austro-Ungaria – d. 1948, Vorkuta, RSFS Rusă, URSS) a fost un politician sas, membru al SS care, din noiembrie 1940, a condus Grupul Etnic German din România ca Volksgruppenführer. A răspuns de integrarea germanilor din România în organizații și de recrutarea bărbaților pentru trupele Waffen-SS ale Germaniei Naziste.

## Viața
Din 1923 până în 1929 a urmat cursurile gimnaziului „Stefan Ludwig Roth“ din Mediaș.
A continuat cu studii de drept la Cluj, pe care nu le-a terminat. S-a prezentat ca voluntar în armata română.
În Transilvania se ascuțea lupta pentru putere între diferitele organizații ale sașilor. Grupului de forțe conservator, condus de Hans Otto Roth, i se opunea o grupare de orientare național-socialistă, condusă de Fritz Fabritius. În 1935, din această grupare s-a desprins o grupare și mai radicală, condusă de Alfred Bonfert și Waldemar Gust. Pentru că autoritățile române au interzis aceste grupuri, simpatizanții ideoligiei naziste au format o nouă organizație, Frontul Național Muncitoresc (Nationale Arbeitsfront, pe scurt NAF), în care s-a înscris și Andreas Schmidt.
În 1938 Andreas Schmidt a plecat la Berlin pentru a studia agronomia. Acolo a cunoscut persoane din conducerea național-socialistă și s-a căsătorit cu Christa Berger, fiica Brigadeführer-ului SS Gottlob Berger, șeful Oficiului Central pentru Cetățenii Etnici Germani (Volksdeutsche Mittelstelle), și șef a SS-Hauptamt.
Martor la căsătorie a fost Heinrich Himmler. După aceasta, în octombrie 1939, Andreas Schmidt a fost înaintat la gradul de SS-Untersturmführer (echivalent cu sublocotenent) și trimis înapoi în România unde, între timp, puterea fusese preluată de regele Carol al II-lea al României. De la Berlin, Andreas Schmidt a fost numit reprezentant al Hauptamt Volksdeutsche Mittelstelle (VoMi), ca oponent al lui Wolfram Bruckner, care conducea Grupul Etnic German (ca Volksgruppenleiter).
La cererea socrului său, Andreas Schmidt a reușit ca în primăvara anului 1940 să recruteze și să înroleze în SS 1000 de voluntari germani din România, în timp ce omologul său din Ungaria, NS-Volksgruppenleiter Franz Anton Basch a refuzat aceste recrutări pe teritoriul controlat de el.
Deși acțiunea contravenea legislației din România, autoritățile au închis ochii și au acordat la peste 1000 de tineri aprobarea să plece în Germania pentru "continuarea studiilor" și "calificare", deși știau bine că este numai un pretext pentru a permite înrolarea lor în Waffen-SS.
În 1940 Schmidt a intervenit într-o dispută între două Grupuri Etnice Germane din Banat, și a ajutat fracțiunea radicală să obțină supremația.
În august 1940, după ce prin Dictatul de la Viena o parte din Transilvania a revenit Ungariei, conducerea populației germane din România a fost preluată de organizația NSDAP der deutschen Volksgruppe in Rumänien.
În 27 septembrie 1940, VoMi-Leiter, SS-Obergruppenfuehrer Werner Lorenz l-a numit pe Andreas Schmidt Volksgruppenführer, adică șef al Grupului Etnic German din România, devenind astfel cel mai puternic om al germanilor din România. În această calitate, și-a dovedit carierismul politic, prin aceea că a fost dispus să îndeplinească fără crâcnire orice ordine venite din Germania, chiar dacă acestea prezentau riscuri și dezavantaje pentru conaționalii săi din România.
După Rebeliunea legionară din ianuarie 1941, care a opus Mișcarea Legionară mareșalului Ion Antonescu, Andreas Schmidt și-a întărit poziția, prezentându-se la Berlin ca principala persoană de contact din România. În ciuda conlucrării cu regimul Antonescu, Andreas Schmidt a pledat pentru o Ungarie puternică, care să controleze toți etnicii germani din regiune. În unele documente interne, a prezentat haosul și lupta pentru putere din România ca motivată rasial.
Alte planuri ale sale au fost zădărnicite de izbucnirea celui de-al Doilea Război Mondial, în care Adolf Hitler se baza pe sprijinul lui Antonescu. Pentru a-și păstra poziția de om important, Andreas Schmidt s-a declarat pentru continuarea recrutărilor de etnici germani din România pentru trupele SS ale Germaniei. În data de 12 mai 1943, când trupele germane se retrăgeau de pe Frontul de Răsărit, Hitler și Antonescu au încheiat o înțelegere: germanilor din România, care erau înrolați în armata română, li se oferea o trecere în rezervă de scurtă durată, în timpul căreia se puteau oferi ca voluntari în armata germană. Reprezentanții locali ai grupului etnic au sprijinit înțelegerea prin acțiuni de propagandă. Ca urmare, circa 50.000 de militari germani din România, în special din Transilvania și Banat, reprezentând circa 80% din total, au optat pentru înrolarea în armata germană. Scurt timp după aceea, cei rămași au fost înrolați din nou în armata română.
Între timp, datorită criticilor repetate aduse lui Antonescu, și datorită stilului său de conducere autocratic, Andreas Schmidt a pierdut sprijinul din Germania. Conducerea SD (Sicherheitsdienst des Reichsführers SS) i-a reproșat chiar că a subminat spiritul de camaraderie și că a introdus sistemul de intrigi de tip bizantin.
În vara anului 1944, Armata Roșie a înaintat până la Carpați, iar la 23 august, în urma unei lovituri de stat (cunoscută ca Lovitura de stat de la 23 august 1944), Ion Antonescu a fost îndepărtat de la putere. Regele Mihai al României a declarat război Germaniei.
În aceste condiții, în septembrie 1944 Andreas Schmidt s-a întors în România cu un comando de parașutiști format din șapte legionari români pentru a organiza lupta contra noului regim de la București, rezistență armată pe care înaintarea rapidă a Armatei Roșii a zădărnicit-o, fiind capturat de trupele sovietice.
Andreas Schmidt a fost judecat și condamnat și, ca prizonier, a fost dus în Uniunea Sovietică. Acolo a murit în primăvara anului 1948, în lagărul „1 Kapitalnaia“ din Vorkuta, În nordul republicii Komi.
Scrierile sale, editate de Krafft & Drotleff la Sibiu, au fost trecute la index de autoritățile sovietice.

## Scrieri
- Nationalsozialistischer Volkstumskampf (Lupta folclorului național-socialist) (1942 și 1943)
- Wir erziehen das neue Geschlecht! (Noi educăm noua generație!) (1943)
- Der Sieg des Sozialismus in Europa (Victoria socialismului în Europa) (1944)